# Amsterdam Marriott Hotel
Het Amsterdam Marriott Hotel is een vijfsterren-hotel aan de Stadhouderskade in Amsterdam-West. Het gebouw ligt ingeklemd tussen de Stadhouderskade (hoofdingang), Vondelstraat en Tesselschadestraat.
Het was het eerste hotel van de Amerikaanse hotelketen Marriott International op het Europese continent.

## Geschiedenis

### 1975: Ontwikkeling en bouw
Het gebouw kwam er niet zonder slag of stoot. Op de plaats waar het hotel in de beginjaren zeventig van de 20e eeuw verrees, waren een aantal jaren eerder de Koepelkerk (Stadhouderskade 21) en het Persilhuis (Stadhouderskade 19-20) gesloopt. Met name de sloop van de Koepelkerk stuitte op weerstand. De mening was dat zo’n mooi gebouw moest plaatsmaken voor het “zoveelste” hotel. 
Die protesten namen af toen het hotel in een ontwerp van architect Gerard de Klerk zijn gestalte kreeg. Hij was gespecialiseerd in het ontwerpen van hotels. Alhoewel destijds relatief groot van omvang (elf etages) voor Amsterdam bleek het goed te passen in de gevelwand van de lage huisnummers van de Stadhouderskade.
Hillen & Roosen bouwde het hotelgebouw, dat plaats moest bieden aan 400 bedden. Het terrein en het gebouw tezamen kostte 50 miljoen gulden. In 1975 werd de Plaquette H.F. Westerveld bij de ingang van het hotel onthuld.

### 2010: Grootschalige renovatie
Amsterdam Marriott Hotel onderging in het eerste decennium van de 21e eeuw een grootschalige renovatie. Hierbij werd gebruikgemaakt van nieuwe mogelijkheden als gevolg van een veranderende zienswijze op ruimte. Zo waren keukens in de beginjaren van het hotel groter omdat er meer opslagruimte nodig was en werd deze anno 2010 compacter en efficiënter gemaakt, waardoor er meer ruimte vrijkwam voor publieke gebieden. Zo werden de lobby, executive lounge, restaurant en keuken vernieuwd. Naast interieurverbeteringen werden ook structurele veranderingen doorgevoerd, zoals de uitbreiding van publieke ruimtes. De executive lounge werd verplaatst van de hogere verdiepingen naar de begane grond. Deze nieuwe locatie leidde tot efficiëntere service doordat de lounge zo dichter bij de personeels- en managementruimtes lag.
Ook werd er naar energie-efficiënte oplossingen gezocht, zoals in nieuwe LED-verlichting- en airconditioningsystemen. Zo werd in samenwerking met Philips LED-verlichting geïntroduceerd, die het mogelijk maakte om verlichting in openbare ruimtes aan te passen aan de natuurlijke daglichtcyclus, wat in het bijzonder nuttig was in ruimtes zonder ramen, zoals conferentiezalen.
Het toen eveneens vernieuwde steakhouse van het hotel, Midtown Grill, serveerde vanaf die tijd premium USDA-rundvlees, geïmporteerd uit de VS. Het hotel importeerde ook broiling-apparatuur uit de VS en kreeg het een eigen patissier om desserts in-house te bereiden. Het restaurantgebeuren in het hotel kreeg hierdoor een belangrijkere rol in de onderneming.
Oost ·
160 ·
158 ·
157 ·
156 ·
155 ·
151-154 ·
149-150 ·
145-146 ·
142-144 ·
140-141 ·
137-139 ·
135-136 ·
130-134 ·
129 ·
128 ·
125-127 ·
123-124 ·
116-122 ·
115 ·
110-113 ·
100-101 ·
97 ·
95-96 ·
93-94 ·
92 ·
91 ·
89-90 ·
87-88 ·
86 ·
85 ·
84 ·
82-83 ·
78-79 ·
77 ·
Heineken Brouwerij ·
74 ·
72-73 ·
69-70 ·
68 ·
67 ·
65-66 ·
64 ·
62-63 ·
60-60a ·
58-59 ·
56-57 ·
Willemshuis ·
Van Nispenhuis ·
Kapel van Sint Josephs Gezellen-Vereeniging ·
54 ·
52-53 ·
47-49 ·
Carel Willinkplantsoen ·
Polderhuis ·
Ruysdaelkade 2-4 ·
Judith Leysterbrug ·
42 (Rijksmuseum) ·
40-41 ·
31-35 ·
30 ·
29 ·
Park Centraal Amsterdam ·
Stedemaagd (Vondelpark) ·
Byzantium ·
Koepelkerk ·
12 (Marriott) ·
Persilhuis ·
7 ·
5 ·
3 ·
1 ·
West